# Saint-Cloud
|  | Per a altres significats, vegeu «Saint Cloud». |

Saint-Cloud és un municipi francès, situat al departament dels Alts del Sena i a la regió de l'Illa de França. L'any 1999 tenia 28.395 habitants.
Forma part del cantó de Saint-Cloud i del districte de Nanterre. I des del 2016, de la divisió Grand Paris Seine Ouest de la Metròpolis del Gran París.

## Hospital
- Hospital René Huguenin

## Fills il·lustres
- Jean-Claude Killy (1943 -) esquiador